# Andrzej Mdzewski
Andrzej Mdzewski (zm. 1602–1620) – wojski ciechanowski.
Poślubił Dorotę Podoską (zm. po 1629), córkę Jana Podoskiego, kasztelana sierpiewskiego. Miał z nią syna Piotra (zm. po 1644).